# Atelopus carauta
Atelopus carauta is een kikker uit de familie padden (Bufonidae) en het geslacht klompvoetkikkers (Atelopus). De soort werd voor het eerst wetenschappelijk beschreven door Pedro Miguel Ruíz-Carranza en Jorge Ignacio Hernández-Camacho in 1978.
Atelopus carauta leeft in delen van Zuid-Amerika en komt endemisch voor in Colombia. De kikker is bekend van een hoogte van 1300 tot 1790 meter boven zeeniveau. De soort komt in een relatief klein gebied voor en is hierdoor kwetsbaar. Door de internationale natuurbeschermingsorganisatie IUCN wordt de soort beschouwd als 'Kritiek'.
Atelopus carauta leeft langs stroompjes in bossen, de habitat bestaat uit de vegetatie langs het water.